# Primabalerína

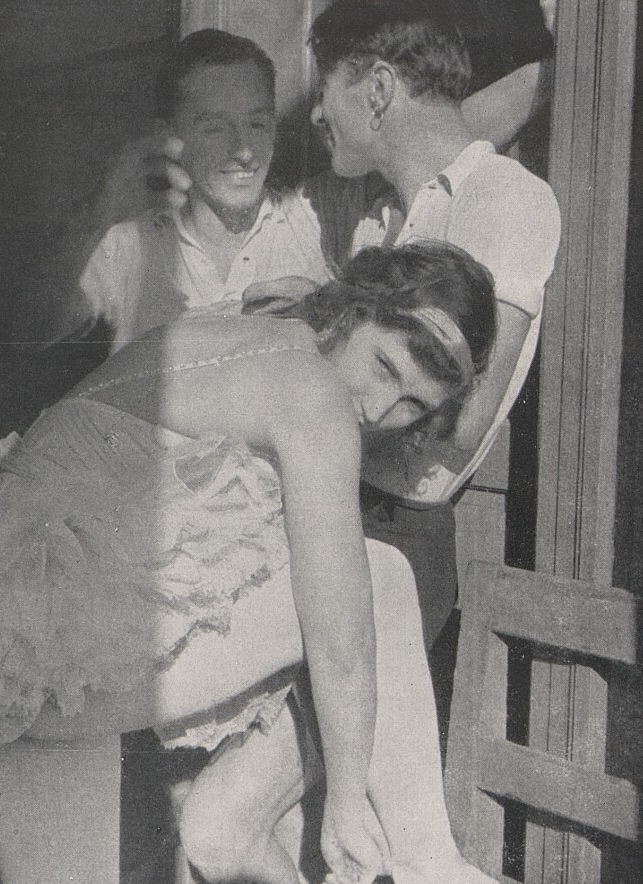
Ruská primabalerína Jelizaveta Nikolská v Praze v roce 1932

Primabalerína (ve starších českých zdrojích původním italským pravopisem primaballerina) je přední tanečnice představení nebo baletního souboru. Tančí hlavní role celého představení. Název je odvozen z italštiny, kde prima znamená první a ballerina tanečnice.
Encyklopedie baletu definuje profesionální úroveň primabaleríny jako vysoce kvalifikované tanečnice s jedinečnou originalitou v interpretaci rolí, vysokou technikou a uměním. Takové baletní party jako Nikiya, Odetta, Rajmonda může hrát pouze umělec, který má akademické dovednosti, čistotu linií a vznešenost obrazu.

## Užívání výrazu
Mužský ekvivalent je mistrovský tanečník nebo Primoballerino. Termíny Première danseuse étoile (tanečnice) a Premier danseur étoile (tanečník) – zkráceně étoile – se používají v Pařížské opeře. Jako vylepšení byl termín Prima Ballerina Assoluta zaveden v Rusku na konci 19. století;  měl jím být oceněn nejlepší tanečník (tanečnice) své doby.

## Známé primabaleríny
- Anna Pavlovová (1881–1931)
- Jelizaveta Nikolská (1904–1955)
- Maja Plisecká (1925–2015)
- Marta Drottnerová-Blažková (*1941)
- Daria Klimentová (*1971)

## Balerina
Balerína, v mužské podobě ballerino, je sólová tanečnice tanečního souboru nebo baletu. Termín pochází z italštiny a znamená tanečnice (tanečník). 
Sólové tanečnice (tanečníci) mohou být do taneční společnosti najímány nebo mohou být přímo součástí společnosti. Jsou to pak sborové tanečnice (tanečníci), které byly ve společnosti povýšeny. Tento titul bývá udělován sólistkám baletu, které tančí hlevní role ve slavných klasických kusech. Dosažení tohoto titulu může trvat několik výkonnostních sezón nebo dokonce let na základě úrovně dovedností tanečnice (tanečníka) nebo na zájmu společnosti. Je to žádaná a výrazná pozice, kterou může tanečník obdržet. Termín se používá většinou v baletu, ale může být použit i v jiných formách, jako je moderní tanec. Obvykle jsou však hvězdou baletu.

## Baletka
Baletka je osoba, která provozuje umění klasického baletu. Jak ženy, tak muži mohou cvičit balet; mají však přísnou hierarchii a striktní genderové role. Aby se stali součástí profesionálního baletního souboru, spoléhají na roky rozsáhlého školení a správné techniky. Baletní tanečníci jsou kvůli náročné technice baletu vystaveni vysokému riziku zranění.